# Matogrossomiervogel
De matogrossomiervogel (Cercomacra melanaria) is een zangvogel uit de familie Thamnophilidae (miervogels).

## Verspreiding en leefgebied
Deze soort komt voor in centraal Bolivia en het zuidelijke deel van centraal Brazilië (Mato Grosso) en noordelijk Paraguay.

## Status
De grootte van de populatie is niet gekwantificeerd maar de soort wordt omschreven als vrij algemeen. Op de Rode lijst van de IUCN heeft deze soort de status niet bedreigd.